# Comuna Seleuș, Arad
Seleuș (în maghiară: Csigérszőllős) este o comună în județul Arad, Crișana, România, formată din satele Iermata, Moroda și Seleuș (reședința).

## Demografie
Componența etnică a comunei Seleuș
     Români (96,5%)
     Alte etnii (1,03%)
     Necunoscută (2,47%)
Componența confesională a comunei Seleuș
     Ortodocși (63,86%)
     Penticostali (21,12%)
     Baptiști (10,51%)
     Alte religii (1,67%)
     Necunoscută (2,84%)
Conform recensământului efectuat în 2021, populația comunei Seleuș se ridică la 2.997 de locuitori, în scădere față de recensământul anterior din 2011, când fuseseră înregistrați 3.044 de locuitori. Majoritatea locuitorilor sunt români (96,5%), iar pentru 2,47% nu se cunoaște apartenența etnică. Din punct de vedere confesional, majoritatea locuitorilor sunt ortodocși (63,86%), cu minorități de penticostali (21,12%) și baptiști (10,51%), iar pentru 2,84% nu se cunoaște apartenența confesională.

## Politică și administrație
Comuna Seleuș este administrată de un primar și un consiliu local compus din 11 consilieri. Primarul, Cristian Branc[*], de la Partidul Național Liberal, este în funcție din 2008. Începând cu alegerile locale din 2024, consiliul local are următoarea componență pe partide politice:
|  | Partid                          | Consilieri | Componența Consiliului | Componența Consiliului | Componența Consiliului | Componența Consiliului | Componența Consiliului | Componența Consiliului | Componența Consiliului |
|  | ------------------------------- | ---------- | ---------------------- | ---------------------- | ---------------------- | ---------------------- | ---------------------- | ---------------------- | ---------------------- |
|  | Partidul Național Liberal       | 7          |                        |                        |                        |                        |                        |                        |                        |
|  | Partidul Social Democrat        | 2          |                        |                        |                        |                        |                        |                        |                        |
|  | Alianța pentru Unirea Românilor | 2          |                        |                        |                        |                        |                        |                        |                        |

## Atracții turistice
- Biserica "Adormirea Maicii Domnului" din satul Seleuș, construită în anul 1726
- Podul turcesc din satul Seleuș, construit peste râul Cigher în secolul al XV-lea
- Zone piscicole